# نقيل الفرضة (نهم)

تعديل مصدري - تعديل

نقيل الفرضة هي منطقة تابعة لمديرية نهم بمحافظة صنعاء، وتقع على الطريق الرئيسي الواصل بين مأرب والعاصمة صنعاء.